# 아라치노보시

아라치노보 시의 위치

아라치노보시(마케도니아어: Општина Арачиново, 알바니아어: Komuna e Haraçinës)는 북마케도니아 북부에 위치한 지방 자치체로 행정 중심지는 아라치노보이며 면적은 31.3km2, 인구는 11,597명(2002년 기준)이다. 북쪽으로는 립코보 시, 서쪽으로는 스코페, 남쪽으로는 페트로베츠 시, 동쪽으로는 쿠마노보 시와 접한다.